# Wimbledon 2022 (turniej legend kobiet)
Wimbledon 2022 – turniej legend kobiet – zawody deblowe legend kobiet, rozgrywane w ramach trzeciego w sezonie wielkoszlemowego turnieju tenisowego, Wimbledonu. Zmagania miały miejsce w dniach 5–10 lipca na trawiastych kortach All England Lawn Tennis and Croquet Club w London Borough of Merton – dzielnicy brytyjskiego Londynu.

## Drabinka

#### Klucz
- w/o – walkower
- k – krecz
- d – dyskwalifikacja
- Q – kwalifikant
- WC – dzika karta
- LL – szczęśliwy przegrany
- Alt – zawodnik zastępczy
- PR – ochrona rankingu
- SE – specjalna przepustka
- ITF – ranking ITF
- JE – ranking juniorski

### Faza finałowa
|  |       |                                 |   |   |  |
|  | Finał |                                 |   |   |  |
|  |       |                                 |   |   |  |
|  |       |                                 |   |   |  |
|  |       |                                 |   |   |  |
|  | A1    | Kim Clijsters Martina Hingis    | 6 | 6 |  |
|  | A1    | Kim Clijsters Martina Hingis    | 6 | 6 |  |
|  | B2    | Daniela Hantuchová Laura Robson | 4 | 2 |  |
|  | B2    | Daniela Hantuchová Laura Robson | 4 | 2 |  |
|  |       |                                 |   |   |  |

### Faza początkowa

#### Grupa A
|    |                                    | Clijsters Hingis   | Dechy Schett       | Grönefeld Šprem             | King Szwiedowa              | Mecze W–L | Sety W–L | Gemy W–L | Miejsce |
| A1 | Kim Clijsters Martina Hingis       |                    | 6:0, 6:3 (5 lipca) | 6:1, 6:3 (6 lipca)          | 6:4, 6:1 (8 lipca)          | 3–0       | 6–0      | 36–12    | 1.      |
| A2 | Nathalie Dechy Barbara Schett      | 0:6, 3:6 (5 lipca) |                    | 4:6, 3:6 (9 lipca)          | 2:6, 4:6 (7 lipca)          | 0–3       | 0–6      | 16–36    | 4.      |
| A3 | Anna-Lena Grönefeld Karolina Šprem | 1:6, 3:6 (6 lipca) | 6:4, 6:3 (9 lipca) |                             | 6:3, 6:7(4), 7–10 (5 lipca) | 1–2       | 3–4      | 28–30    | 3.      |
| A4 | Vania King Jarosława Szwiedowa     | 4:6, 1:6 (8 lipca) | 6:2, 6:4 (7 lipca) | 3:6, 7:6(4), 10–7 (5 lipca) |                             | 2–1       | 4–3      | 28–30    | 2.      |

#### Grupa B
|    |                                     | Dellacqua Molik             | Hantuchová Robson  | Janković Radwańska | Pennetta Schiavone          | Mecze W–L | Sety W–L | Gemy W–L | Miejsce |
| B1 | Casey Dellacqua Alicia Molik        |                             | 3:6, 5:7 (5 lipca) | 2:6, 2:6 (7 lipca) | 7:6(3), 3:6, 5–10 (8 lipca) | 0–3       | 1–6      | 22–38    | 4.      |
| B2 | Daniela Hantuchová Laura Robson     | 6:3, 7:5 (5 lipca)          |                    | 6:4, 6:2 (9 lipca) | 5:7, 5:7 (6 lipca)          | 2–1       | 4–2      | 35–28    | 1.      |
| B3 | Jelena Janković Agnieszka Radwańska | 6:2, 6:2 (7 lipca)          | 4:6, 2:6 (9 lipca) |                    | 6:4, 6:3 (5 lipca)          | 2–1       | 4–2      | 30–23    | 2.      |
| B4 | Flavia Pennetta Francesca Schiavone | 6:7(3), 6:3, 10–5 (8 lipca) | 7:5, 7:5 (6 lipca) | 4:6, 3:6 (5 lipca) |                             | 2–1       | 4–3      | 34–32    | 3.      |

## Pula nagród
| Runda                    | Pieniądze (£) |
| Zwyciężczynie            | 31 000        |
| Finalistki               | 25 000        |
| Drugie miejsce w grupie  | 21 000        |
| Trzecie miejsce w grupie | 21 000        |
| Czwarte miejsce w grupie | 21 000        |